# Barbus quadripunctatus
Barbus quadripunctatus е вид лъчеперка от семейство Шаранови (Cyprinidae).

## Разпространение
Видът е разпространен в Кения и Танзания.